# مقاطعة لونا (نيومكسيكو)
مقاطعة لونا (بالإنجليزية: Luna County)‏ هي إحدى مقاطعات ولاية نيومكسيكو في الولايات المتحدة الأمريكية.